# NGC 3424
NGC 3424 ist eine Balken-Spiralgalaxie mit ausgedehnten Sternentstehungsgebieten vom Hubble-Typ SBb im Sternbild Kleiner Löwe am Nordsternhimmel. Sie ist schätzungsweise 66 Millionen Lichtjahre von der Milchstraße entfernt und hat einen Durchmesser von etwa 50.000 Lichtjahren. 

Gemeinsam mit NGC 3413 und NGC 3430 bildet sie das Galaxientrio Holm 218. Sie gilt als Mitglied der elf Galaxien zählenden NGC 3396-Gruppe (LGG 218). Im selben Himmelsareal befinden sich u. a. die Galaxien NGC 3396 IC 2608, IC 2612, IC 2613.

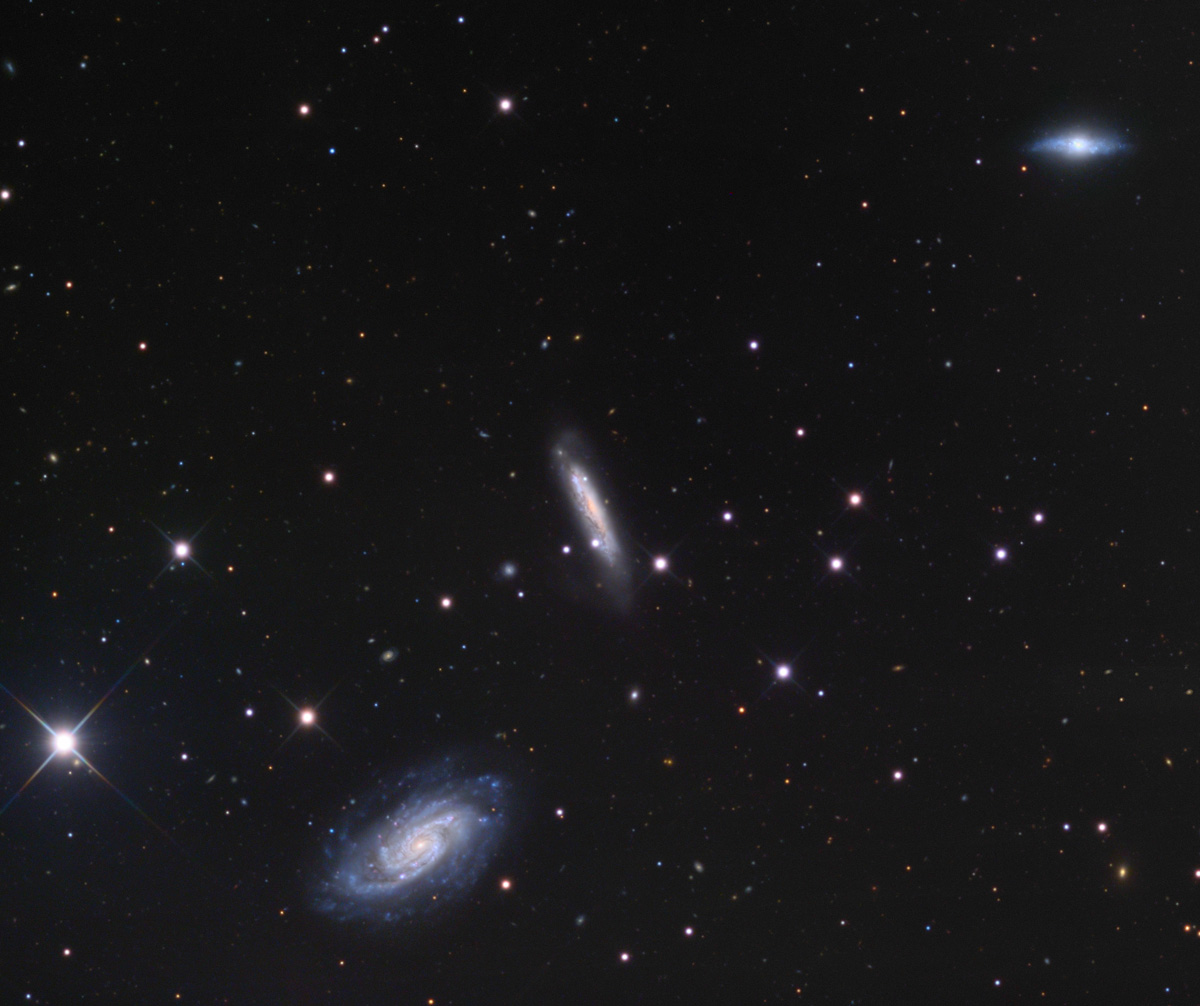
Holm 218

Das Objekt wurde am 7. Dezember 1785 von Wilhelm Herschel entdeckt.